# Heinrich Blücher
Heinrich Blücher (29 de enero de 1899-30 de octubre de 1970) fue un poeta y filósofo alemán. Fue el segundo marido de Hannah Arendt.
Blücher nació en Berlín. Fue miembro del Partido Comunista de Alemania hasta 1928, pero pronto rehusó el estalinismo y dejó el partido en protesta a sus políticas estalinistas. Entonces se convirtió en miembro de un pequeño grupo antiestalinista llamado Partido Comunista de Alemania (Oposición) (KPD-O).
Como comunista (aunque antiestalinista), Blücher, entonces profesor universitario (Dozent), tuvo que huir de Alemania debido al ascenso del nazismo. Se casó con Hannah Arendt en Francia, y emigraron a la ciudad de Nueva York en 1941.
Heinrich Blücher empezó a enseñar filosofía en el Bard College en 1952, tarea que desempeñó durante diecisiete años, así como en la New School for Social Research. Blücher murió en Nueva York y está enterrado junto a su mujer Hannah Arendt en Bard.
Blücher animó a su mujer a involucrarse con el marxismo y la teoría política, aunque en último término su uso de Karl Marx no fue de ningún modo ortodoxo, como se muestra en trabajos como Los Orígenes de Totalitarismo (1951) y La Condición Humana (1958). Blücher también acuñó el término "el anti-principio político" para describir la destrucción, por parte del totalitarismo, de un espacio de resistencia —un término tomado tanto por Arendt como por Karl Jaspers.